# Ece Temelkuran

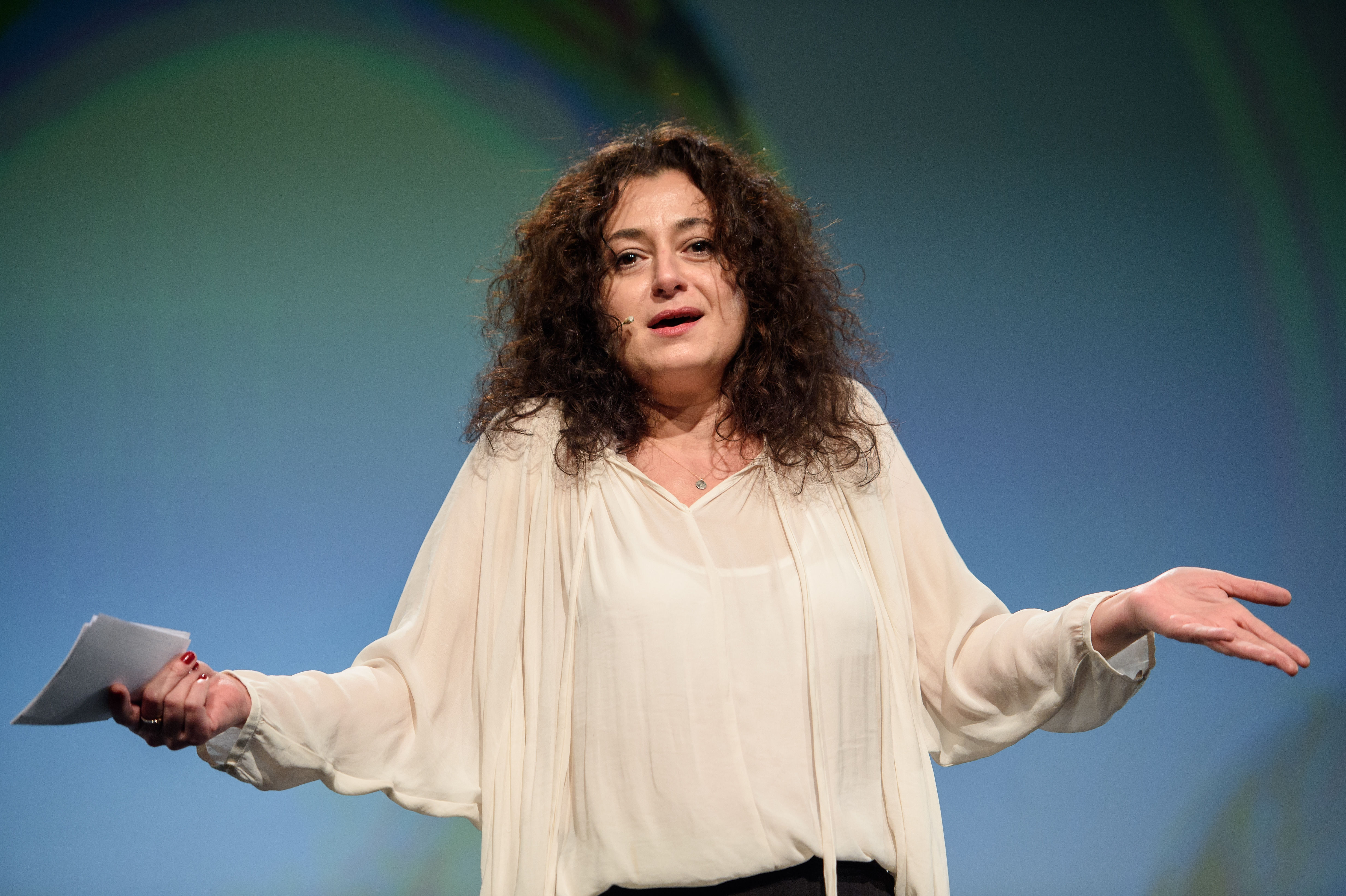
Ece Temelkuran (2018)

Ece Temelkuran (* 22. Juli 1973 in Izmir) ist eine türkische Juristin, Journalistin und Schriftstellerin.

## Leben
Ece Temelkuran studierte Rechtswissenschaften an der Universität Ankara. Seit ihrem Abschluss an der juristischen Fakultät im Jahr 1995 veröffentlichte sie zwölf Bücher, darunter die Romane Muz sesleri (Die Stimme der Bananen, 2010) und Düğümlere üfleyen kadınlar (Was nützt mir die Revolution, wenn ich nicht tanzen kann, 2014). Ihr Buch Ağrının Derinliği (2008, 2010 englisch unter dem Titel Deep Mountain, Across the Turkish-Armenian Divide) thematisiert das nach dem Völkermord an den Armeniern angespannte Verhältnis zwischen den beiden Nationen. Ebenfalls in englischer Übersetzung liegt ihr Werk Kıyı kitabı (2002, englischer Titel: Book of the Edge, 2010) vor.
Sie schrieb als Kolumnistin für die Tageszeitungen Milliyet (2000–2009) und Habertürk (2009–2011) und moderierte eine eigene Sendereihe auf Habertürk TV (2010 und 2011). Sie verlor ihre Anstellung bei Habertürk nach ihren kritischen Artikeln über den Umgang der türkischen Regierung mit der Tötung von mehr als 30 kurdischen Zivilisten durch türkische Kampfjets am 28. Dezember 2011 an der türkisch-irakischen Grenze (Uludere-Vorfall). Im Jahr 2013 wurde sie für wenige Monate Chefredakteurin der linken Tageszeitung BirGün.
Für ihre journalistischen Arbeiten erhielt Ece Temelkuran zahlreiche Preise, darunter den Pen for Peace Award (2001). Artikel von ihr erschienen in der internationalen Presse, unter anderem The Guardian und Le Monde Diplomatique.
Wie andere türkische Journalisten, die die Politik des türkischen Ministerpräsidenten Recep Tayyip Erdoğan kritisieren, veröffentlicht Ece Temelkuran ihre Artikel auf Internetplattformen sowie in der Zeitung BirGün. Ihre Arbeiten über die Proteste in der Türkei 2013 wurden in zahlreiche Sprachen übersetzt. Im Juni 2013 informierte Ece Temelkuran auf Einladung der Labour-Abgeordneten Seema Malhotra im britischen House of Commons über die Proteste um den Istanbuler Gezi-Park.
Nach dem Putschversuch in der Türkei 2016 beklagte sie den Mangel an Wissen über die islamistische Gülen-Bewegung, die sie als eines der Hauptprobleme in der Türkei „seit den 1970er-Jahren“ bezeichnete, die das politische Klima in der Türkei geschaffen und selbst Linke und Liberale auf ihre Seite gezogen habe.
Um möglichen Regierungsrepressionen zu entgehen, lebte sie seit Ende 2016 im Exil in Zagreb. Zum Ausgang des Verfassungsreferendums äußert sie: „Erdoğan ist es wieder einmal gelungen, durch den bewussten Einsatz von Feindbildern, Drohungen und Unwahrheiten eine Stimmung zu erzeugen, in der die Menschen nun sogar für ein System gestimmt haben, das ihnen selbst schaden wird.“
Temelkuran ist seit Gründung 2020 Ratsmitglied der Progressiven Internationale (PI).
Seit 2023 lebt sie in Berlin.

## Bibliographie
- Bütün kadınların kafası karışıktır. İletişim, 1996 (Alle Frauen sind durcheinander).
- İç kitabı. Everest, 2002 (Das innere Buch).
- Kıyı kitabı. Everest, 2002 (Das Buch vom Rand).
  - Book of the Edge (preisgekrönte englische Übersetzung von Deniz Perin, 2010)
- Muz sesleri. Everest, 2010. (Die Stimme der Bananen, arabisch 2012)
- Düğümlere üfleyen kadınlar. Everest, 2013.
  - Was nützt mir die Revolution, wenn ich nicht tanzen kann? Roman. Übersetzung von Johannes Neuner. Atlantik, Hamburg 2014, ISBN 978-3-455-60004-9.
- Devir. Roman. Can, 2015.
  - Stumme Schwäne. Roman. Aus dem Türkischen von Johannes Neuner. Hoffmann & Campe, 2017, ISBN 978-3-455-40629-0.
- Türkiye: Çılgın ve Hüzünlü. 2015.
  - Euphorie und Wehmut : Die Türkei auf der Suche nach sich selbst. Übersetzung von Sabine Adatepe und Monika Demirel. Hoffmann und Campe, Hamburg 2015, ISBN 978-3-455-50373-9.
- How to Lose a Country : The 7 Steps From Democracy to Dictatorship. 2017.
  - Wenn dein Land nicht mehr dein Land ist oder Sieben Schritte in die Diktatur. Aus dem Englischen von Michaela Grabinger. Hoffmann & Campe 2019, ISBN 978-3-455-00532-5.